# Alicia Rico Pérez del Pulgar
Alicia Rico Pérez del Pulgar (España, 23 de julio de 1965) es una diplomática española. Es el embajadora de España ante la República de Irak (desde 2024).

## Biografía
Tras licenciarse en Derecho ingresó en la Escuela Diplomática en 1991.
Como diplomática ha estado destinada en las Embajadas de España en el Gran Ducado de Luxemburgo, Kuwait y el Sultanato de Omán.Además de estar destinada en la Representación Permanente de España ante la Unión Europea (Bruselas) y como experta nacional en el Servicio Europeo de Acción Exterior (SEAE).
En el Ministerio de Asuntos Exteriores, Unión Europea y Cooperación (MAEUEC), ha trabajado en la dirección general de Relaciones Económicas Internacionales, el Gabinete del Ministro de Asuntos Exteriores y como subdirectora general de Cancillería.
Ha sido embajadora de España en Ghana (2017-2021); y es embajadora de España en Irak (desde 2024).